# ادوین اوکانر
ادوین گرین اوکانر (به انگلیسی: Edwin Greene O'Connor) رمان‌نویس و روزنامه‌نگار آمریکایی و برنده جایزه پولیتزر برای داستان در سال ۱۹۶۲

## کتابشناسی
- لبه غم
- آخرین هورا